# بوبي جيمسون
بوبي جيمسون (بالإنجليزية: Bobby Jameson)‏ هو مغني ومغن مؤلف وملحن أمريكي، ولد في 20 أبريل 1945 في جنيف في الولايات المتحدة، وتوفي في 12 مايو 2015 في سان لويس أوبيسبو في الولايات المتحدة بسبب أم الدم الأبهرية.

## وصلات خارجية
- الموقع الرسمي
- بوبي جيمسون على موقع IMDb (الإنجليزية)
- بوبي جيمسون على موقع ميوزك برينز (الإنجليزية)
- بوبي جيمسون على موقع ميوزك برينز (الإنجليزية)
- بوبي جيمسون على موقع ديسكوغز (الإنجليزية)